# Aÿ-Champagne
Aÿ-Champagne ist eine französische Gemeinde mit 5.148 Einwohnern (Stand 1. Januar 2022) im Département Marne in der Region Grand Est. Sie gehört zum Arrondissement Épernay und zum Kanton Épernay-1.
Sie entstand mit Wirkung vom 1. Januar 2016 als Commune nouvelle durch die Zusammenlegung der bisherigen Gemeinden Ay, Mareuil-sur-Ay und Bisseuil, die in der neuen Gemeinde den Status einer Commune déléguée haben. Der Verwaltungssitz befindet sich im Ort Ay (Ortsteil Soyez-lès-Biainvenuz).

## Gliederung
| Ortsteil             | ehemaliger INSEE-Code | Fläche (km²) | Einwohnerzahl zum 1. Januar 2022 |
| -------------------- | --------------------- | ------------ | -------------------------------- |
| Ay (Verwaltungssitz) | 51030                 | 10,43        | 3.508                            |
| Bisseuil             | 51064                 | 10,03        | 573                              |
| Mareuil-sur-Ay       | 51347                 | 11,48        | 1.067                            |

## Lage
Aÿ-Champagne liegt rund 30 Kilometer nordwestlich von Chalons-en-Champagne am Südrand des Regionalen Naturparks Montagne de Reims. Das Gemeindegebiet wird vom Fluss Marne durchquert, in den hier der Zufluss Livre einmündet. Außerdem verläuft hier parallel zur Marne der Marne-Seitenkanal.

## Gemeindepartnerschaften
Städtepartnerschaften bestehen mit:
- Besigheim in Baden-Württemberg, seit 1966
- Quaregnon im Hennegau (Belgien), seit 1990
- Newton Abbot in der Grafschaft Devon (England), seit 1992
- Sinalunga in der Toskana (Italien), seit 2004